# 雙鏈去氧核糖核酸病毒域
双链去氧核糖核酸病毒域（学名：Duplodnaviria）又名双链DNA病毒域，是病毒的六個域之一，包含了部分双链DNA病毒，如疱疹病毒及有尾噬菌体。

## 名称
本域于2019年国际病毒分类委员会所发表，因本域成员均拥有双链DNA而得名。
本域的唯一一界——香港病毒界（Heunggongvirae），则是得名于其代表种埃希氏菌属病毒HK97（Escherichia virus HK97），一种在香港发现、专门感染埃希氏菌属的噬菌体。

## 分类
本域目前已分类的只有1界、2门、2纲、2目、12科，如下：
- 香港病毒界 Heunggongvirae 2 门
  - 衣壳病毒门 Peploviricota 1 纲
    - 疱疹病毒纲 Herviviricetes 1 目
      - 皰疹病毒目 Herpesvirales 3 科
        - 异疱疹病毒科 Alloherpesviridae 4 属
        - 疱疹病毒科 Herpesviridae 3 亚科, 1 种
        - 軟體動物疱疹病毒科 Malacoherpesviridae 2 属

  - 尾噬菌体门 Uroviricota 1 纲
    - 有尾噬菌体纲 Caudoviricetes 1 目
      - 有尾噬菌体目 Caudovirales 9 科, 1 属
        - 埃凯曼病毒科 Ackermannviridae 2 亚科, 1 属, 2 种
        - 自复制短尾噬菌体科 Autographiviridae 9 亚科, 69 属
        - 蔡斯噬菌体科 Chaseviridae 6 属
        - 德默莱兹噬菌体科 Demerecviridae 3 亚科, 4 属
        - 德雷克斯勒噬菌体科 Drexlerviridae 4 亚科, 6 属
        - 代列尔噬菌体科 Herelleviridae 5 亚科, 3 种
        - 肌尾噬菌体科 Myoviridae 5 亚科, 121 属, 3 种
        - 短尾噬菌体科 Podoviridae 3 亚科, 37 属, 7 种
        - 长尾噬菌体科 Siphoviridae 13 亚科, 228 属, 1 种
        - 百合病毒属 Lilyvirus 1 种